# Мельцухи-Перші
Мельцухи-Перші (пол. Mielcuchy Pierwsze) — село в Польщі, у гміні Чайкув Остшешовського повіту Великопольського воєводства.